# Heihō okugisho
Le Heihō okugisho (兵法奥義書) (Les Secrets de la stratégie) est un texte japonais médiéval sur la stratégie militaire. L'ouvrage est écrit par Yamamoto Kansuke et transmis au sein de sa famille. En 1804, les documents paraissent pour la première fois au Japon sous le titre Heihō hidensho (兵法秘伝書), Tradition secrète de la stratégie.

## Contenu
Le document traite des stratégies militaires et techniques stratégiques en général, mais également des techniques spécifiques, tactique militaire et des aspects qui peuvent être utilisés par les guerriers au cours des batailles. Outre la préface, l'ouvrage est divisé en cinq rouleaux (emaki ; titre de chapitre entre parenthèses) : Ganryu no maki (« Signification de la stratégie »), Zu no maki (« Explications et illustrations »), Jinri no maki (« Corps, âme et esprit »), Chiri no maki (« Connaissance du terrain ») et Tenri no maki (« Connaissance des cycles naturels »).
Dans le rouleau Ganryu no maki, l'auteur traite de ce qu'est la stratégie. Dans la partie Zu no maki sont expliquées par l'illustration les techniques de combat. La partie Jinri no maki aborde différentes approches stratégiques de base, les aspects de l'esprit et du contrôle. Le rouleau Chiri no maki envisage les avantages et inconvénients des différents terrains pour un combat. Le dernier rouleau, Tenri no maki, décrit la dépendance des personnes aux conditions naturelles, comme la neige, la foudre ou les saisons.

## Source de la traduction
- (de) Cet article est partiellement ou en totalité issu de l’article de Wikipédia en allemand intitulé « Heihō Okugisho » (voir la liste des auteurs).